# Región Víctor Raúl Haya de la Torre
La Región Víctor Raúl Haya de la Torre fue una de las doce regiones peruanas que se crearon mediante la Primera iniciativa de Regionalización, entre los años 1988 y 1992, durante el gobierno del Presidente Alan García Pérez. Estuvo integrada por las provincias de los actuales departamentos de San Martín y La Libertad.
Mediante un referéndum realizado el 24 de febrero de 1991, la población del Departamento de San Martín decidió separarse de la Región Víctor Raúl Haya de la Torre, derogándose su ley de creación el 17 de agosto de aquel año.